# フレンズ・スタンド・ユナイテッド
フレンズ・スタンド・ユナイテッド (Friends Stand United)とは、アメリカ合衆国において連邦捜査局(FBI)により公式にストリートギャングとして登録されている団体。
反人種差別主義を掲げているが、メンバーの圧倒的多数は、白人である。 " FSU " と略称されることもある。